# Памятники истории и культуры местного значения Алтынсаринского района
Памятники истории и культуры местного значения Алтынсаринского района — отдельные постройки, здания и сооружения, некрополи, произведения монументального искусства, памятники археологии, включенные в Государственный список памятников истории и культуры местного значения Алтынсаринского района. Списки памятников истории и культуры местного значения утверждаются исполнительным органом региона по представлению уполномоченного органа по охране и использованию историко-культурного наследия.
В Государственном списке памятников истории и культуры местного значения города в редакции постановления акимата Костанайской области от 31 марта 2020 года числились 3 наименования, из которых 1 — сакральный объект, 2 — сооружение монументального искусства.
Постановлением акимата Костанайской области от 4 мая 2024 года список памятников был увеличен.

## Список памятников
| Номер в списке | Название                   | Изображение | Годы постройки                      | Место нахождения                                                                  | Вид памятника                        |
| -------------- | -------------------------- | ----------- | ----------------------------------- | --------------------------------------------------------------------------------- | ------------------------------------ |
| 1              | Мавзолей Шокая аулие       |             | 1995 год                            | 5 километров к северо-востоку от села Шокай                                       | сакральный объект                    |
| 2              | Могила Омара Шипина        |             | 1963 год                            | 1,5 километра к юго-востоку от села Темир Казык                                   | сооружение монументального искусства |
| 3              | Бюст Ибрая Алтынсарина     |             | 1994 год                            | село Убаганское                                                                   | сооружение монументального искусства |
| 3-1.           | Курган «с усами» Жыланды 1 |             | ранний железный век                 | 50 километров к юго-востоку от села Убаганское 52°40′24″ с. ш. 64°37′43″ в. д.    | археология                           |
| 3-2.           | Одиночный курган Степное 1 |             | ранний железный век — средневековье | 43 километра к северо-востоку от села Убаганское 53°17′12″ с. ш. 64°51′27″ в. д.  | археология                           |
| 3-3.           | Одиночный курган Талды 1   |             | ранний железный век — средневековье | 50 километров к северо-востоку от села Убаганское 53°17′44″ с. ш. 64°58′12″ в. д. | археология                           |
| 3-4.           | Курганная группа Талды 3   |             | ранний железный век — средневековье | 50 километров к северо-востоку от села Убаганское 53°16′29″ с. ш. 64°59′08″ в. д. | археология                           |